# جورج مارديروسيان
جورج مارديروسيان هو ملحن لبناني.

## أعماله[1][2]
- سيد الرجال، غناء نجوى كرم، 2015
- شو هالليلة، غناء نجوى كرم، 2011
- لشحد حبك، غناء نجوى كرم ,2010
- يخليلي قلبك، غناء نجوى كرم ,2012
- سهرانة، غناء نجوى كرم ,1995
- ساكن دياناحداد 1996
- ياهل العشق دياناحداد 1997
- امانيه ديانا حداد 1997
- يلوموني دياناحداد 1997
- ياسمعين الصوت دياناحداد 1996
- ورودالدار، غناء تجوى كرم 1994
- على ألماني، غناء رويدا عطية
- لما رايتو، غناء فلة
- لا لي ليل، غناء ألين خلف
- ع الاوف، غناء ألين خلف
- ليه كده، غناء فلة
- هانت العشرة، غناء شادي جميل
- ماندم عليك، غناء نوال الزغبي، 1998